# Junkers Ju 268
Das Projekt Ju 268 aus dem Jahre 1943 der Junkerswerke ist ein in einem Mistelgespann als Bombe verwendeter Flugkörper, ein Mitteldecker einfachster Ausführung, ohne Fahrgestell. Zum Start sollte ein Startwagen verwendet werden. Unterhalb der Tragflächen sollten zwei Triebwerke installiert werden. Das Projekt wurde nicht in die Tat umgesetzt.

## Technische Daten
- Länge: 12,95 m
- Flügelspannweite: 13,05 m
- Höchstgeschwindigkeit: 800 km/h
- Gewicht des Sprengsatzes: 10.000 kg